# Bouroum
Bouroum ist sowohl eine Gemeinde (französisch commune rurale) als auch ein dasselbe Gebiet umfassendes Departement im westafrikanischen Staat Burkina Faso, in der Region Centre-Nord und der Provinz Namentenga. Die Gemeinde hat in 15 Dörfern 46.232 Einwohner.